# Birel
Birel (Birelhaff en luxembourgeois) est un hameau de Belgique situé dans la ville d'Arlon en Région wallonne dans la province de Luxembourg. Le lieu est constitué d’une unique ferme qui est encore en activité.
Avant la fusion des communes de 1977, le hameau faisait partie de la commune d'Autelbas.

## Géographie
Birel est la zone traversée par la route de 400 mètres de long qui fait la jonction entre les routes nationales N81 (à l'ouest) et N4 (à l'est) entrant à Arlon par le Sud-Est. La ligne ferroviaire 162 (Namur-frontière luxembourgeoise) traverse en outre l'endroit sur un axe Nord-Sud, la ferme se trouvant à l'angle sud-ouest formé par cette ligne avec la route.

## Démographie
Birel compte 5 habitants au 31 décembre 2012.